# スターニボリ

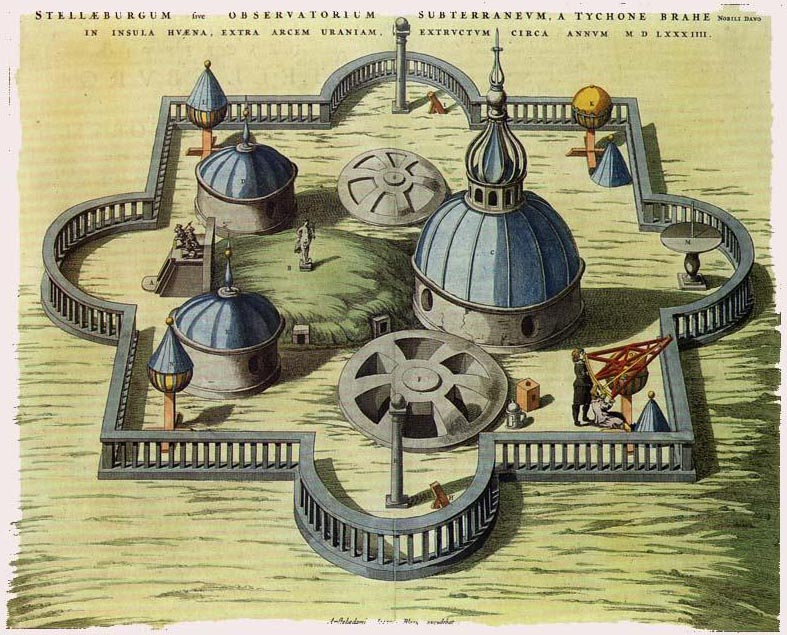
スターニボリの地上部分

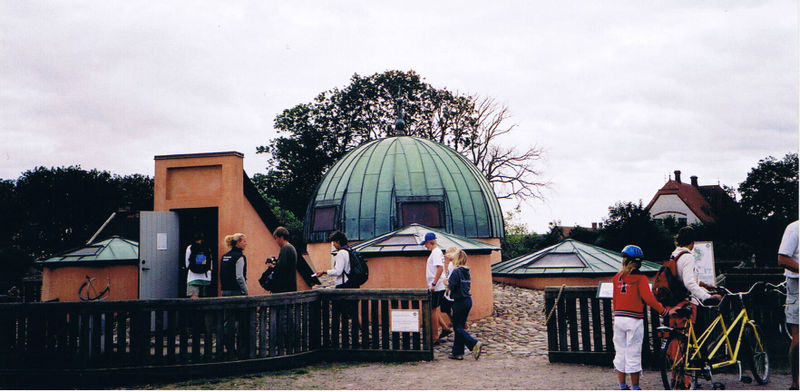
現在のスターニボリ

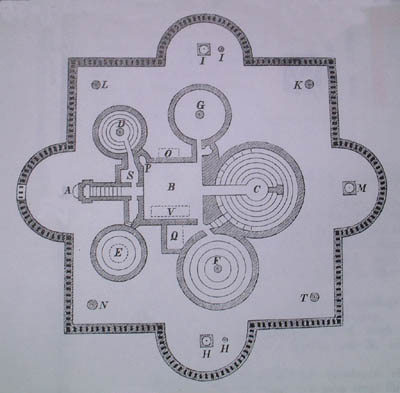
スターニボリの地下部分

スターニボリ(Stjerneborg)は、デンマークのエーレスンド海峡のヴェン島にある、ティコ・ブラーエの運営する地下天文観測施設であり、彼の住居兼観測所のウラニボリに隣接している。
1581年頃に建設され、ティコは「私の目的の1つは、いくつかの重要な観測機器を風による振動に晒されないようにし、使いやすくすること、もう1つは、複数の共同研究者が同時に観測する時に動線を分けることである」と語った。彼はこの施設を「星の城」という意味のスターニボリと名付けた。
観測所の地下部分は、1950年代に発掘調査が行われ、元々構造があった場所に屋根がかけられ、公衆向けのマルチメディアショーを提供している。